# César Héctor González
César Héctor González, detto Pancho (San Carlos de Bolívar, 7 dicembre 1926 – Nizza, 5 marzo 2016), è stato un calciatore e allenatore di calcio argentino con cittadinanza francese, di ruolo difensore.

## Carriera

### Calciatore
Dopo aver mosso i primi passi nel calcio con il Boca Juniors, Pancho Gonzalez giunse in Francia nel 1951, inizialmente destinato all'RC Paris. Tuttavia, il suo destino prese una piega diversa quando, appena sbarcato a Villefranche-sur-Mer fu accolto dall'attaccante brasiliano Yeso Amalfi, che riuscì a convincerlo a unirsi al Nizza. A Nizza González fu un elemento chiave del periodo più glorioso della storia del club, fu protagonista di tutte le principali vittorie de les gym degli anni cinquanta, eccezion fatta per il primo titolo del 1950-1951, arrivato prima del suo approdo. Contribuì alle storiche conquiste in campionato e alle vittorie in Coppa di Francia, distinguendosi nella finale del 1954 contro l'Olympique Marsiglia. In quell'occasione, a pochi minuti dal termine, salvò il risultato con un intervento acrobatico sulla linea di porta, blindando la vittoria per i rossoneri. Capitano dal 1955 fino alla sua partenza nel 1961, totalizzò 361 presenze con la maglia del Nizza, diventando il giocatore più vincente nella storia del club.
Sul finire della carriera, visse una parentesi lontano dalla Costa Azzurra, indossando per due stagioni la fascia di capitano del Nantes, all'epoca in seconda divisione, contribuendo a fargli ottenere la prima storia promozione in massima serie.
Durante la sua esperienza in gialloverde fu pure uno dei giocatori che si oppose nel 1962 al licenziamento dell'allenatore José Arribas, contribuendo indirettamente all'inizio del primo periodo d'oro de las nantaise.

### Allenatore
Ritiratosi dal calcio giocato, tornò in panchina nel 1964 per guidare nuovamente il Nizza, appena retrocesso in Division 2, riportandolo immediatamente nella massima serie. Tuttavia, gli anni seguenti furono più turbolenti: durante la stagione 1968-1969, segnata da nuove difficoltà e da una nuova retrocessione, fu sollevato dall'incarico.
Negli anni settanta e anni ottanta proseguì la carriera da allenatore in diversi club di seconda divisione, fino a ottenere un prestigioso risultato nel 1986, quando guidò la Nazionale maschile di calcio della Costa d'Avorio al terzo posto nella Coppa d'Africa.

## Statistiche

### Presenze e reti nei club
Statistiche aggiornate al 1º luglio 1963.
| Stagione        | Squadra         | Campionato      | Campionato | Campionato | Coppe nazionali | Coppe nazionali | Coppe nazionali | Coppe continentali | Coppe continentali | Coppe continentali | Altre coppe | Altre coppe | Altre coppe | Totale | Totale | Totale |
| Stagione        | Squadra         | Comp            | Pres       | Reti       | Comp            | Pres            | Reti            | Comp               | Pres               | Reti               | Comp        | Pres        | Reti        | Pres   | Reti   |        |
| --------------- | --------------- | --------------- | ---------- | ---------- | --------------- | --------------- | --------------- | ------------------ | ------------------ | ------------------ | ----------- | ----------- | ----------- | ------ | ------ | ------ |
| 1951-1952       | Nizza           | D1              | 33         | 1          | CF              | 6               | 0               | -                  | -                  | -                  | -           | -           | -           | 39     | 1      |        |
| 1952-1953       | Nizza           | D1              | 16         | 0          | CF              | 3               | 0               | -                  | -                  | -                  | -           | -           | -           | 19     | 1      |        |
| 1953-1954       | Nizza           | D1              | 21         | 0          | CF              | 6               | 0               | -                  | -                  | -                  | -           | -           | -           | 27     | 1      |        |
| 1954-1955       | Nizza           | D1              | 33         | 0          | CF              | 6               | 0               | -                  | -                  | -                  | -           | -           | -           | 39     | 1      |        |
| 1955-1956       | Nizza           | D1              | 34         | 0          | CF              | 4               | 0               | -                  | -                  | -                  | -           | -           | -           | 38     | 1      |        |
| 1956-1957       | Nizza           | D1              | 33         | 0          | CF              | 6               | 0               | CC                 | 7                  | 0                  | SF          | 1           | 0           | 47     | 0      |        |
| 1957-1958       | Nizza           | D1              | 34         | 0          | CF+CCD          | 1+6             | 0               | -                  | -                  | -                  | -           | -           | -           | 41     | 0      |        |
| 1958-1959       | Nizza           | D1              | 36         | 2          | CF+CCD          | 2+1             | 0               | -                  | -                  | -                  | -           | -           | -           | 39     | 2      |        |
| 1959-1960       | Nizza           | D1              | 33         | 0          | CF+CCD          | 3+1             | 0               | CC                 | 7                  | 0                  | SF          | 1           | 0           | 45     | 0      |        |
| 1960-1961       | Nizza           | D1              | 23         | 0          | CF+CCD          | 4+0             | 0               | -                  | -                  | -                  | -           | -           | -           | 27     | 0      |        |
| Totale Nizza    | Totale Nizza    | Totale Nizza    | 296        | 3          |                 | 49              | 0               |                    | 14                 | 0                  |             | 1           | 0           | 361    | 3      |        |
| 1961-1962       | Nantes          | D2              | 36         | 0          | CF+CCD          | 2+1             | 0               | -                  | -                  | -                  | -           | -           | -           | 39     | 0      |        |
| 1962-1963       | Nantes          | D2              | 34         | 0          | CF+CCD          | 2+1             | 0               | -                  | -                  | -                  | -           | -           | -           | 37     | 0      |        |
| Totale Nantes   | Totale Nantes   | Totale Nantes   | 70         | 0          |                 | 6               | 0               |                    | -                  | -                  |             | -           | -           | 76     | 0      |        |
| Totale carriera | Totale carriera | Totale carriera | 366        | 3          |                 | 55              | 0               |                    | 14                 | 0                  |             | 2           | 0           | 437    | 3      |        |

## Palmarès

### Calciatore
- Campionato francese: 3

Nizza: 1951-1952, 1955-1956, 1958-1959
- Coppa di Francia: 2

Nizza: 1951-1952, 1953-1954

### Allenatore
- Campionato francese di seconda divisione: 1

Nizza: 1964-1965